# Kelvin Fabricio Aguirre
 Kelvin Fabricio Aguirre Córdova (Tegucigalpa, M.D.C., Francisco Morazán, 18 de junio de 1981) es un abogado, y actual Consejero del Consejo Nacional Electoral de Honduras por el período 2019-2024 también se desempeñó  como Comisionado de la Unidad de Financiamiento, Transparencia y Fiscalización a Partidos Políticos o Unidad de Política Limpia,. 
Ha fungido como Gerente Legal de la República en el Instituto Nacional de Migración, Asesor legal de la Secretaría de Estado en el Despacho de Seguridad en Materia de Derechos Humanos, asistente legal del sub procurador general de la República de Honduras, y Fiscal de Derechos Humanos en el Ministerio Público en la ciudad de San Pedro Sula.

## Formación
Nació en Tegucigalpa, M.D.C. del departamento de Francisco Morazán, el 18 de junio de 1981. Realizó su primaria en el Instituto Salesiano San Miguel y la secundaria en el Instituto Modelo gracias a una beca por baloncesto. Se graduó como Licenciado en Ciencias Jurídicas en la Universidad Nacional Autónoma de Honduras en el 2005, y posteriormente obtuvo su título como abogado. 
Posteriormente  obtiene su  especialidad en Derecho Penal y Derecho Procesal Penal por la Universidad APEC República Dominicana en 2009 y en 2012 se titula como máster en Derecho Empresarial por la Universidad Tecnológica Centroamericana en 2012 con distinción académica magna cum laude.   
Ha recibido múltiples diplomados y talleres nacionales e internacionales en materia de derechos humanos, migración, derecho electoral, prevención de violencia y respuesta humanitaria, delitos financieros y lavado de activos e información pública y protección de datos personales. 
Ha participado como observador electoral internacional en las Elecciones Generales en Costa Rica, Colombia, Uruguay y Perú.

## Reconocimientos
Representante del Estado de Honduras ante la Comisión Interamericana de Derechos Humanos (CIDH), en el 140, 141, 143 y 144 periodos ordinario de sesiones. Representante del Estado de Honduras ante el Comité para la Protección de los Derechos de todos los Trabajadores Migratorios y sus Familiares (CMW) de Organización de las Naciones Unidas en Ginebra, Suiza, ante la presentación de informe  sobre la Convención Internacional para la protección de los Derechos de todos los Trabajadores Migratorios y de sus Familiares de la cual el Estado de Honduras fue examinado el 29 y 30 de agosto de 2016. 
En 2005 recibe por la Secretaría de Estado en el Despacho de Seguridad un pergamino de reconocimiento por su colaboración en el  combate al tráfico de drogas, tráfico de ilegales y delitos conexos. Recibe un pergamino de reconocimiento en el año 2010  por el  Sistema de Educación Policial.
En el año 2009 recibe la mención especial otorgada por la Procuraduría General de la República y la Escuela Nacional del Ministerio Público del hermano país República Dominicana por su excelente desempeño en la decimocuarta promoción del Programa Extraordinario de Formación (PEF).